# Eugène Piers
Eugène Jean Piers, ook Piers de Raveschoot (Gent, 30 december 1783 - Olsene, 9 juli 1837) was een Belgisch senator en burgemeester.

## Levensloop
Piers was een zoon van de jurist August Piers, heer van Raveschoot (1737-1809), en van Marie-Jossine De Neve (1744-1841). Hij trouwde met Marie-Rosalie Coppens (1797-1841). 
Hij was onder het Verenigd Koninkrijk der Nederlanden lid van de Provinciale Staten voor Oost-Vlaanderen. In 1831 werd hij verkozen tot katholiek senator voor het arrondissement Gent en vervulde dit mandaat tot in 1835. Van 1825 tot aan zijn dood was hij burgemeester van Olsene.
In tegenstelling tot zijn broer Philippe Piers de Raveschoot (1781-1825), burgemeester van Gent, vroeg hij geen adelserkenning aan. Dit deden dan wel zijn twee zoons, die in 1886 in de adelstand werden erkend. Ze werden allebei burgemeester van Olsene. Het ging om Polydore Piers (1830-1871) en om Alfred Piers de Raveschoot (1831-1897). Wat Polydore betreft, gebeurde de erkenning postuum via zijn weduwe en van de vijf zoons, van wie alle latere naamdragers Piers de Raveschoot afstammen.